# Rolieiro-d'asa-púrpura
Rolieiro-d'asa-púrpura (Coracias temminckii), também conhecida como rolieiro-da-celebes,  é uma espécie de ave da família Coraciidae.
É endémica da Indonésia. Os seus habitats naturais são: florestas subtropicais ou tropicais húmidas de baixa altitude.